# Streblosoma amboinense
Streblosoma amboinense är en ringmaskart som beskrevs av Maurice Caullery 1944. Streblosoma amboinense ingår i släktet Streblosoma och familjen Terebellidae. Inga underarter finns listade i Catalogue of Life.